# Cuphea glossostoma
Cuphea glossostoma är en fackelblomsväxtart som beskrevs av Emil Bernhard Koehne. Cuphea glossostoma ingår i släktet blossblommor, och familjen fackelblomsväxter. Inga underarter finns listade i Catalogue of Life.